# Корройюш
Корройюш (порт. Corroios)  —  район (фрегезия) в Португалии,  входит в округ Сетубал. Является составной частью муниципалитета  Сейшал. Находится в составе крупной городской агломерации Большой Лиссабон. По старому административному делению входил в провинцию Эштремадура. Входит в экономико-статистический  субрегион Полуостров Сетубал, который входит в Лиссабонский регион. Население составляет 46 475 человек на 2001 год. Занимает площадь 16,92 км².
Покровителем района считается Дева Мария (порт. Nossa Senhora da Graça).